# Barbara Bosak
Barbara Bronisława Bosak (Bossak), właśc. Barbara Bronisława Gadzina-Tęcza (ur. 10 lutego 1936 w Krakowie, zm. 17 listopada 1979 tamże) – polska aktorka teatralna i filmowa.

## Życiorys
Absolwentka krakowskiego Liceum Ogólnokształcącego im. Józefa Hoene-Wrońskiego (1954) oraz Wydział Aktorski Państwowej Wyższej Szkoły Teatralnej w Krakowie (1958). Przez całą karierę sceniczną aż do śmierci związana była ze Starym Teatrem im. Heleny Modrzejewskiej w Krakowie. Wystąpiła także w osiemnastu spektaklach Teatru Telewizji (1963–1982) oraz siedmiu audycjach Teatru Polskiego Radia (1960–1979).
Ok. 1964 roku wyszła za mąż za Władysława Olszyna. Została pochowana na cmentarzu Rakowickim w Krakowie (kwatera XIb-1-5).

## Filmografia
- Podróż za jeden uśmiech (1971) – matka chłopca z garnkiem na głowie (odc. 1)
- Ocalić miasto (1976)
- Zmory (1978)